# Parc animalier de Courzieu
Le Parc animalier de Courzieu (nom communément raccourci en Parc de Courzieu) est un parc animalier aménagé dans le département du Rhône à Courzieu, en France. Fondé en 1980 par Jean-Pierre Vidal, après avoir présenté des mammifères d'Europe puis des espèces domestiques menacées, le parc s'est finalement orienté vers les loups et les rapaces (diurnes et nocturnes), et présente même des escargots.

## Activités et animations
Au centre du parc se trouve le vallon des loups gris, un parcours permet d'en faire le tour et de surplomber sa partie inférieure en empruntant un pont de bois.
Il est possible d'assister à leur repas en meute depuis les gradins aménagés à cet effet.
La colline attenante est quant à elle le territoire d'une meute de loups arctiques, que l'on peut approcher au plus près grâce au tunnel de vision aménagé à cet effet.
Le parc présente aussi des marmottes depuis 2018.
Les rapaces sont présentés au public lors de 2 spectacles (le premier dédié aux rapaces, le second aux chouettes et hiboux) qui ont lieu dans un petit amphithéâtre, où ils survolent le public.
Le parc comprend aussi un espace de jeux pour enfants et plusieurs structures ludo-éducatives (la gueule du loup, la maison des pièges, le labyrinthe).

### Espèces présentées
- Loups :
  - loup gris commun
  - loup arctique[4]
- Rapaces
- Chouettes et hiboux
- Marmottes

## Activités scientifiques et échanges
Le parc possède un centre de reproduction qui non seulement assure le renouvellement de ses rapaces, mais lui permet aussi d'en envoyer dans d'autres parcs animaliers, ainsi que de participer à la réintroduction en milieu naturel de certaines espèces. 
Le parc subventionne chaque année le centre de soins des oiseaux sauvages de Saint-Forgeux. 
Début 2020, 3 louves grises ont été envoyées au domaine du Menez Meur à Hanvec (Finistère).